# Ehrikon
Ehrikon är en ort i kommunen Wildberg i kantonen Zürich, Schweiz. 